# Son Yong-chan
Son Yong-chan (kor. 손용찬; * 15. April 1991) ist ein südkoreanischer Fußballspieler.

## Karriere
Son Yong-chan erlernte das Fußballspielen in den Schulmannschaften der Seoul Bongrae Elementary School, Haman Middle School und der Keongnam Information Technology High School sowie in der Universitätsmannschaft der International University of Korea. 2014 unterschrieb er einen Vertrag in den Philippinen bei United City FC. Der Verein aus Bacolod City spielte in der zweiten Liga, der UFL Division 2. 2004 stieg er mit dem Klub in die United Football League auf. Mit dem Verein feierte er 2015 die Meisterschaft. 2016 wurde er mit dem Klub Vizemeister. 2017 ging er nach Singapur. Hier unterschrieb er einen Vertrag bei den Tampines Rovers. Die Rovers spielten in der ersten Liga, der S. League. Ende 2017 wurde er mit dem Klub Vizemeister. Nach 21 Erstligaspielen ging er 2018 nach Indien. In Bengaluru unterzeichnete er einen Vertrag beim Ozone FC. Der Klub spielte in der zweiten Liga, der I-League 2nd Division. 2019 zog es ihn nach Kanada. Hier unterschrieb er einen Vertrag beim Fußball-Franchise FC Edmonton. Der FC Edmonton aus Edmonton, Alberta, spielte in der Canadian Premier League.

## Erfolge
United City FC
- UFL Division 2: 2014
- United Football League: 2015